# 銅官区
銅官区（どうかん-く）は中華人民共和国安徽省銅陵市に位置する市轄区。2015年に旧銅官山区と獅子山区が合併して成立した区である。

## 行政区画
- 直轄社区:天井湖社区、映湖社区、五松社区、人民社区、幸福社区、官塘社区、学苑社区、陽光社区、友好社区、螺螄山社区、露采社区、金口嶺社区、鷂山社区、朝陽社区、浜江社区、金山社区、獅子山社区、立新社区
- 街道:東郊街道、新城街道
- 鎮:西湖鎮